# انپسا
انپسا (استونیایی: Anepesa) یک روستا در دهستان سارما، شهرستان ساره در غرب استونی است.